# Perché no? (film 1930)
Perché no? è un film del 1930 diretto da Amleto Palermi.

## Trama
Roberto, un uomo di quarant'anni rimasto vedovo e con due figli, vive da solo a Parigi e ha una relazione sentimentale con Annette, un avvenente giovane donna. Quando i figli scoprono la storia d'amore, decidono di fargli interrompere ogni rapporto con lei. Inventano così una scusa per poter conoscere Annette attirandola in casa con una falsa notizia e facendo in modo di provocare una lite tra i due, che si lasciano. A rimettere a posto le cose interviene un'amica comune rivelando ai ragazzi, quanto Annette abbia fatto per la loro educazione al posto di Roberto, troppo assorbito dal lavoro. Una volta conosciuta la verità i fratelli cercheranno in tutti i modi di farli tornare insieme.

## Produzione
Prodotto dalla Paramount Pictures, il film venne girato negli studi di Joinville-le-Pont, presso Parigi, e fu il primo delle pellicole realizzate dalla casa statunitense  per il cinema italiano

## Distribuzione
Distribuito dalla Paramount Italiana, uscì nelle sale cinematografiche italiane nel novembre 1930.